# Partitivo
Il partitivo è un caso grammaticale che denota "parzialità", "mancanza di risultato" o "mancanza di una specifica identità".

## Nel finlandese
In finlandese, questo caso viene spesso usato per esprimere identità sconosciute e azioni incompiute. Per esempio, si può trovare nelle seguenti circostanze con la caratteristica desinenza in "a" o "ta":
- Dopo i numeri al singolare: "kolme taloa" -> "tre case" (cf. plurale, dove si usano entrambi p.e. sadat kirjat "migliaia di libri", sataa kirjaa "cento libri" come oggetto incompiuto.)
- Per le azioni incomplete e i processi durativi: "luen kirjaa" -> "sto leggendo un libro" 
  - Confronto con l'accusativo: "luen kirjan" -> "Leggerò tutto il libro"
- Dopo certi verbi, in particolare se esprimono sentimenti (in quanto incompiuti): "rakastan tätä taloa" -> "amo questa casa"
- Per tentativi di richiesta: "saanko lainata kirjaa?" -> "Posso prendere in prestito questo libro?"
- Per le quantità non numerabili: "lasissa on maitoa" -> "il bicchiere contiene latte"
- Dove l'italiano utilizzerebbe pronomi o aggettivi partitivi (come dei, degli o ne): "onko teillä kirjoja?" -> "avete dei libri?"
  - Confronto con l'accusativo: "onko teillä kirjat?" -> "avete i libri? (quelli che sapete)"
- Per le frasi negative: "talossa ei ole kirjaa" -> "non ci sono libri in casa"

Dove non menzionato, il caso accusativo risulterebbe agrammaticale. Ad esempio, il partitivo deve essere sempre usato dopo i numerali singolari.
Un esempio di significato incompiuto del partitivo: ammuin karhun (accusativo) significa "Ho sparato all'orso (ed è morto)", mentre ammuin karhua (partitivo) significa "Ho sparato all'orso (senza specificare se poi è stato colpito)". Si noti che il finlandese non ha un tempo futuro nativo, tanto che il partitivo offre un riferimento importante al presente (luen kirjaa) opposto al futuro (luen kirjan). Il secondo significa "Leggerò il libro", come risultato ("il libro è stato letto") indica un'azione al futuro.
Il caso con una specifica quantità è onko teillä kirjoja, che usa il partitivo, in quanto si riferisce a libri non specifici, in contrasto con l'accusativo onko teillä (ne) kirjat?, che significa "hai quei libri?"
Il caso partitivo deriva dal più antico ablativo. Questo significativo è stato conservato in kotoa (da casa), takaa (da dietro).
Un fenomeno dialettale del Finlandese occidentale che si può osservare in alcune varietà parlate di Finlandese è l'assimilazione della finale -a in una vocale precedente, creando così un cronema con la desinenza partitiva. Per esempio, suurii → suuria "qualche grande --".

## Nelle lingue sami
Tra le lingue sami, l'inari e lo skolt ritengono il partitivo, benché stia lentamente sparendo e la sua funzione sia stata assunta da altri casi.

### Sami skolt
Il partitivo è usato solo al singolare e si può sempre sostituire con il genitivo. La desinenza del partitivo è -d.
- compare dopo numeri maggiori di 6:

kääu´c čâustõkkâd: "otto pause" (si può sostituire con kää´uc čâustõõǥǥ)
- si usa anche con alcune posposizioni:

kuä´tted vuâstta: "contro una kota" (si può sostituire con kuä´đ vuâstta)
- si può usare con il comparativo per esprimere l'oggetto di paragone:

Kå´lled pue´rab: "meglio dell'oro" (al giorno d'oggi la costruzione più comune è pue´rab ko kå´ll)